# Uładzimir Mackiewicz
Uładzimir Mackiewicz (biał. Уладзімір Аляксандравіч Мацкевіч, ur. 1 marca 1947 w Marinie Horce) – białoruski działacz państwowy, dyplomata, wojskowy, przewodniczący Komitetu Bezpieczeństwa Państwowego Republiki Białorusi (1995-2000). 
W 1970 roku ukończył Białoruski Instytut Technologiczny ze specjalnością chemiczna technologia przeróbki nafty i gazu. Po studiach pracował jako inżynier-technolog w Mozyrzu. Zaangażował się w działalność polityczną, był m.in. drugim i pierwszym sekretarzem komsomołu w Mozyrzu, później II sekretarzem obwodowego komsomołu w Homlu. 
W 1976 roku rozpoczął służbę w oddziałach służb bezpieczeństwa Białoruskiej SRR. W grudniu 1995 roku prezydent Alaksandr Łukaszenka powołał go na urząd przewodniczącego Komitetu Bezpieczeństwa Państwowego Republiki Białorusi. Jako szef bezpieki wydał m.in. postanowienie o prewencyjnym zatrzymaniu komendanta jednostki wojskowej nr. 3214 Dzmitryja Pauliczenki. 
W listopadzie 2000 roku rozpoczął karierę dyplomaty - objął placówkę ambasadorską w Belgradzie. W 2008 roku powrócił z Serbii i obecnie pracuje w Moskwie. Odznaczony 15 medalami, Gramotą Pochwalną Rady Ministrów i imienną bronią.